# Autorité Monétaire de Hong Kong
L'autorité monétaire de Hong Kong (en anglais: Hong Kong Monetary Authority) est la banque centrale de la ville de Hong Kong. Elle a été établie le 1er avril 1993 lors de la fusion de l’Office of the Exchange Fund et l'Office of the Commissionner of Banking.

## Histoire
Sous le régime colonial, la HKMA ne plaçait pas de fonds auprès des banques locales non notées par Moody's Investors Service ou Standard & Poor's. Seules les trois banques émettrices pouvaient recevoir des dépôts, car elles étaient notées selon des « normes internationales objectives ».
En 1995, l'économiste Milton Friedman, lauréat du prix Nobel, avait prédit à tort la disparition du dollar de Hong Kong dans les deux ans suivant la rétrocession de 1997. Il avait également prédit l'absorption des 43 milliards de dollars américains (335,4 milliards de dollars de Hong Kong) des réserves financières du territoire par Pékin, qui ne pourrait supporter la subrogation de la politique monétaire de Hong Kong aux États-Unis.
Pendant la crise financière asiatique de 1997, les spéculateurs sur les devises ont massivement vendu le dollar de Hong Kong et vendu à découvert les actions locales et les contrats à terme sur l'indice Hang Seng. Le gouvernement a utilisé ce fonds de change de manière controversée pour acquérir 120 milliards de dollars de Hong Kong (15 milliards de dollars américains) d'actions de premier ordre lors d'une intervention sur le marché de deux semaines, à compter du 12 août 1998, afin de sanctionner et de dissuader les spéculateurs sur les devises. Cette intervention a été largement critiquée, jugeant qu'elle portait atteinte à la réputation de Hong Kong comme l'un des centres financiers mondiaux. 
Le chef du Parti démocrate, Martin Lee Chu-ming, a reproché au gouvernement de se comporter comme un « acteur, un acteur clé » au lieu d'être un régulateur. À l'inverse, un spéculateur a déclaré rétrospectivement que l'intervention du gouvernement avait « renforcé la confiance du public dans le marché alors qu'il était au bord de l'effondrement total » et « évité une crise plus grave et sauvé le marché ». La plupart des actions acquises lors de cette opération ont été cédées successivement avec la création d'un fonds indiciel, le TraHK. Cela a réduit le portefeuille d'actions hongkongaises à 5,3 % des réserves en 2003. Cependant, ce pourcentage a légèrement reculé et a dépassé 10 % en 2006.
En août 1998, dans le cadre de sa mission plus large de protection de la monnaie, la HKMA a prêté au gouvernement thaïlandais 1 milliard de dollars US provenant du fonds, dans le cadre d'un plan de sauvetage de 17 milliards de dollars organisé par le Fonds monétaire international (FMI).